# Добролюбова, Вера Геннадьевна
Ве́ра Генна́дьевна Добролю́бова (род. 1961, Новокузнецк, Кемеровская область) ― советская и российская оперная певица, заслуженная артистка Автономной Республики Крым, заслуженная артистка Российской Федерации (1998), народная артистка Российской Федерации (2004), солистка Ивановской государственной филармонии.

## Биография
Родилась в 1961 году в Новокузнецке.
Занималась музыкой раннего детства, в музыкальной школе и училище обучалась по классу фортепиано. После училища поступила в Горьковскую государственную консерваторию имени Михаила Глинки, которую с отличием окончила в 1986 году. В консерватории занималась по трём специальностям: оперное пение, камерное пение, педагог сольного пения.
Получив диплом консерватории, была направлена в Ивановский музыкальный театр, где служила оперной певицей. В 1989 году перешла на работу в Ивановскую государственную филармонию. В 1995 году стала солисткой оперно-концертного жанра Ивановского музыкального театра. В январе 2001 года назначена начальником Управления культуры и искусства Ивановской области, с декабря 2002 года также являлась заместителем главы администрации Ивановской области.
В январе 2007 года переехала в Ярославль, где начала служить солисткой Ярославской государственной филармонии.
Обладает разнообразным и широким концертным репертуаром:

Ей близки и тонкий лирический психологизм романсов Чайковского, и драматический пафос романсов Рахманинова, и возвышенно-поэтический образный строй камерно-вокальных сочинений немецких и французских романтиков, и национальный колорит музыки русских композиторов, и классически-ясная, мудрая глубина старинных арий. Наряду с камерными сочинениями, Вера Добролюбова обычно включает в свои концертные программы много оперных фрагментов. В репертуаре более 400 произведений разных стилей и жанров — камерные сочинения, оперные сцены и арии, песни и романсы.— 
Сотрудничала с известными музыкантами и дирижёрами, среди которых В. А. Понькин, В. П. Зива, И. Б. Гусман, П. Л. Коган, Ф. Ш. Мансуров, В. С. Синайский, Н. Н. Некрасов, В. П. Елисеев.
В разное время сотрудничала и выступала на концертах с пианистами-концертмейстерами Бени Ерлиш (Бельгия), Джеймсом Греем (Великобритания), Владимиром Слободяном (Калининград), Натальей Багилава, Мариной Кравец, Элеонорой Теплухиной (Москва), Ириной Кузнецовой (Нижний Новгород), Михаилом Бушуевым, Натальей Бойко (Ярославль).
Много гастролирует в России и за рубежом. Является лауреатом Международного конкурса вокалистов имени Марии Каллас в Афинах (Греция); XIII Всесоюзного конкурса вокалистов имени М. И. Глинки (Рига, Латвия); Международного конкурса вокалистов Королевы Елизаветы Бельгийской в Брюсселе (Бельгия).
За большой вклад в развитие оперного искусства удостоена почётных званий: Заслуженная артистка Автономной Республики Крым, Заслуженная артистка России (1998), Народная артистка России (2004). Также лауреат премии Фонда Ирины Архиповой.